# 25-ös busz (Győr)
A győri 25-ös jelzésű autóbusz a Marcalváros, Kovács Margit utca és az Ipari Park, Almafa utca, Czompa Kft. megállóhelyek között közlekedik. A vonalat a Volánbusz üzemelteti.

## Közlekedése
Minden nap közlekedik, a műszakváltásokhoz igazítva. Munkanapokon három járatpár az Ipari Park, Égerfa utca megállóhelyig közlekedik.

## Útvonala
| Ipari Park, Almafa utca, Czompa Kft. felé | Marcalváros, Kovács Margit utca felé |
| --- | --- |
| Marcalváros, Kovács Margit utca – Mécs László utca – Bakonyi út – Lajta út – Vasvári Pál utca – Tihanyi Árpád út – Földes Gábor utca – Kodály Zoltán utca – Szigethy Attila út – Fehérvári út – Szauter Ferenc utca – Fehérvári út – Zöld utca – Fehérvári út – Tatai út – Hecsei út – Szentiváni út – Juharfa utca – Mandulafa sor – Berkenyefa sor – Gesztenyefa út – Juharfa utca – Nyírfa sor – Gesztenyefa út – Juharfa utca – Kőrisfa utca – Tibormajori út – Juharfa utca – Platánfa utca – Körtefa utca – Almafa utca – Ipari Park, Almafa utca, Czompa Kft. (– Tibormajori út – Homokbánya utca – Égerfa utca – Ipari Park, Égerfa utca) | (Ipari Park, Égerfa utca – Égerfa utca – Juharfa utca – Tibormajori út –) Ipari Park, Almafa utca, Czompa Kft. – Tibormajori út – Kőrisfa utca – Juharfa utca – Nyírfa sor – Gesztenyefa út – Berkenyefa sor – Mandulafa sor – Szentiváni út – Hecsei út – Tatai út – Fehérvári út – Zöld utca – Fehérvári út – Fehérvári út – Szigethy Attila út – Kodály Zoltán utca – Földes Gábor utca – Tihanyi Árpád út – Vasvári Pál utca – Lajta út – Bakonyi út – Mécs László utca – Marcalváros, Kovács Margit utca |

## Megállóhelyei
| 25 (Marcalváros, Kovács Margit utca – Ipari Park, Almafa utca, Czompa Kft.) | 25 (Marcalváros, Kovács Margit utca – Ipari Park, Almafa utca, Czompa Kft.) | 25 (Marcalváros, Kovács Margit utca – Ipari Park, Almafa utca, Czompa Kft.)       | 25 (Marcalváros, Kovács Margit utca – Ipari Park, Almafa utca, Czompa Kft.) | 25 (Marcalváros, Kovács Margit utca – Ipari Park, Almafa utca, Czompa Kft.) | 25 (Marcalváros, Kovács Margit utca – Ipari Park, Almafa utca, Czompa Kft.)  | 25 (Marcalváros, Kovács Margit utca – Ipari Park, Almafa utca, Czompa Kft.) | 25 (Marcalváros, Kovács Margit utca – Ipari Park, Almafa utca, Czompa Kft.) |
| Perc (↓)                                                                    | Perc (↓)                                                                    | Megállóhely                                                                       | Perc (↑)                                                                    | Perc (↑)                                                                    | Átszállási kapcsolatok                                                       | Fontosabb létesítmények |                                                                             |
| --------------------------------------------------------------------------- | --------------------------------------------------------------------------- | --------------------------------------------------------------------------------- | --------------------------------------------------------------------------- | --------------------------------------------------------------------------- | ---------------------------------------------------------------------------- | --- | --------------------------------------------------------------------------- |
| 0                                                                           | 0                                                                           | Marcalváros, Kovács Margit utca végállomás                                        | 28                                                                          | 38                                                                          | 1, 1A, 11, 11Y, 14, 14B, 21, 21B, 22, 22A, 22B, 22Y, 23, 23A, 24, 26, 28, 42 | LIDL, TESCO, GYSZSZC Krúdy Gyula Gimnáziuma, Két Tanítási Nyelvű Középiskolája, Turisztikai és Vendéglátóipari Szakképző Iskolája, Arany János Általános Iskola                 |                                                                             |
| 1                                                                           | 1                                                                           | Bakonyi út, Gerence út (Korábban: Gerence út, PÁGISZ ÁMK)                         | ∫                                                                           | ∫                                                                           | 11, 11Y, 14, 14B, 21, 21B, 22, 22A, 22B, 22Y, 23, 23A, 24, 26, 28, 42        | Győri SZC Pattantyús-Ábrahám Géza Technikum |                                                                             |
| ∫                                                                           | ∫                                                                           | Bakonyi út, marcalvárosi aluljáró (Korábban: Gerence út, aluljáró)                | 26                                                                          | 36                                                                          | 11, 11Y, 14, 14B, 21, 21B, 22, 22A, 22B, 22Y, 23, 23A, 24, 26, 28, 42        | |                                                                             |
| 2                                                                           | 2                                                                           | Lajta út, gyógyszertár                                                            | 24                                                                          | 34                                                                          | 11, 11Y, 14, 14B, 22, 22A, 22B, 22Y, 23, 23A, 24, 26, 28, 42                 | Dr. Kovács Pál Megyei Könyvtár Marcalvárosi Fiókkönyvtára, Mesevár Óvoda, Kovács Margit Óvoda, Idősek Otthona                                                                   |                                                                             |
| 4                                                                           | 4                                                                           | Lajta út, posta                                                                   | 22                                                                          | 32                                                                          | 11, 11Y, 14, 14B, 22, 22A, 22B, 22Y, 23, 23A, 24, 26, 28, 42                 | Benedek Elek Óvoda, Posta, Brunszvik Teréz Német Nemzetiségi Óvoda, Szent-Györgyi Albert Egészségügyi és Szociális Szakképző Iskola, Kovács Margit Általános Művelődési Központ |                                                                             |
| 6                                                                           | 6                                                                           | Vasvári Pál utca, kórház, főbejárat                                               | 20                                                                          | 30                                                                          | 6, 11, 11Y, 14, 14B, 23, 23A, 24, 26, 28, 32, 34, 36, 37                     | Petz Aladár Megyei Oktató Kórház, Győr Plaza, Nemzeti Adó- és Vámhivatal Nyugat-dunántúli Regionális Bűnügyi Igazgatósága                                                       |                                                                             |
| 8                                                                           | 8                                                                           | Tihanyi Árpád út, kórház                                                          | 19                                                                          | 29                                                                          | 2, 2B, 11, 11Y, 14, 14B, 32, 34, 36, 37, 38, 38A                             | Petz Aladár Megyei Oktató Kórház, Erzsébet Ligeti Óvoda Vuk Tagóvodája |                                                                             |
| ∫                                                                           | ∫                                                                           | Földes Gábor utca                                                                 | 18                                                                          | 28                                                                          | 14, 14B                                                                      | Pálffy Miklós Kereskedelmi Szakképző Iskola, Fekete István Általános Iskola |                                                                             |
| 10                                                                          | 10                                                                          | Kodály Zoltán utca, Földes Gábor utca                                             | 17                                                                          | 27                                                                          | 7, 9, 9A, 14, 14B, 17, 17B, 19, 19A, 20, 24, 28, 41                          | Kuopio park, 4-es posta |                                                                             |
| 12                                                                          | 13                                                                          | Szigethy Attila út, Fehérvári út                                                  | 15                                                                          | 25                                                                          | 7, 9, 9A, 14, 14B, 15, 17, 17B, 19, 19A, 20, 20Y, 23, 23A, 24, 27, 28, 41    | Barátság park, Adyvárosi sportcentrum |                                                                             |
| 13                                                                          | 14                                                                          | Fehérvári út, Ipar utca                                                           | ∫                                                                           | ∫                                                                           | 7, 9, 9A, 14, 14B, 15, 17, 17B, 19, 19A, 20, 20Y, 23, 23A, 24, 27, 28, 41    | Festékgyár, Adyvárosi sportcentrum |                                                                             |
| ∫                                                                           | ∫                                                                           | Szövő utca                                                                        | 14                                                                          | 23                                                                          | 17, 17B                                                                      | |                                                                             |
| 15                                                                          | 16                                                                          | Rozgonyi utca                                                                     | 13                                                                          | 21                                                                          | 7, 17, 17B                                                                   | |                                                                             |
| 17                                                                          | 19                                                                          | Fehérvári út, Zöld utca                                                           | 12                                                                          | 20                                                                          | 7, 17, 17B, 27, 28                                                           | |                                                                             |
| ∫                                                                           | ∫                                                                           | Tatai út, trafóház                                                                | 10                                                                          | 11                                                                          | 15, 26, 28, 38, 38A                                                          | |                                                                             |
| 21                                                                          | 23                                                                          | Ipari Park, Csörgőfa sor                                                          | 8                                                                           | 8                                                                           | 15, 30B, 30Y, 38                                                             | |                                                                             |
| 23                                                                          | 25                                                                          | Ipari Park, MAN Kft.                                                              | 7                                                                           | 7                                                                           | 15, 30Y, 38                                                                  | |                                                                             |
| 24                                                                          | 26                                                                          | Ipari Park, Propex Kft.                                                           | 6                                                                           | 6                                                                           | 15, 30Y, 38                                                                  | |                                                                             |
| 25                                                                          | 27                                                                          | Ipari Park, Innonet központ                                                       | 4                                                                           | 4                                                                           | 15, 30Y, 38                                                                  | |                                                                             |
| 28                                                                          | 30                                                                          | Ipari Park, Kőrisfa utca                                                          | 3                                                                           | 3                                                                           | 38                                                                           | |                                                                             |
| 29                                                                          | 31                                                                          | Ipari Park, E.ON Zrt.                                                             | 2                                                                           | 2                                                                           | 15, 26, 28, 38, 38A                                                          | |                                                                             |
| 30                                                                          | 32                                                                          | Ipari Park, VT Mechatronics Kft. (Korábban: Ipari Park, STS Group Zrt. (Datamen)) | ∫                                                                           | ∫                                                                           | 15, 30Y, 38                                                                  | |                                                                             |
| 31                                                                          | 33                                                                          | Ipari Park, Körtefa utca, Doka Kft.                                               | ∫                                                                           | ∫                                                                           | 15, 38                                                                       | |                                                                             |
| 32                                                                          | 34                                                                          | Ipari Park, Győri Keksz Kft. (Korábban: Ipari Park, Tintoria Kft.)                | ∫                                                                           | ∫                                                                           | 15, 38                                                                       | |                                                                             |
| ∫                                                                           | ∫                                                                           | Ipari Park, Szinflex Plus Kft.                                                    | 1                                                                           | 1                                                                           | 15, 26, 28, 30Y, 38, 38A                                                     | |                                                                             |
| 33                                                                          | 35                                                                          | Ipari Park, Almafa utca, Czompa Kft.                                              | 0                                                                           | 0                                                                           | 15, 26, 28, 30Y, 38, 38A                                                     | |                                                                             |
|                                                                             |                                                                             |                                                                                   |                                                                             |                                                                             |                                                                              | |                                                                             |
| 34                                                                          | 36                                                                          | Ipari Park, Szinflex Plus Kft.                                                    | 1                                                                           | 1                                                                           | 15, 26, 28, 30Y, 38, 38A                                                     | |                                                                             |
| 35                                                                          | 37                                                                          | Ipari Park, Égerfa utca                                                           | 0                                                                           | 0                                                                           | 38                                                                           | |                                                                             |

1. 1 2  Egyes járatok kiemelt csúcsidei menetidővel közlekednek.